# Solon (Maine)
Solon – miasto w Stanach Zjednoczonych, w stanie Maine, w hrabstwie Somerset.